# شیراسو جیرو
شیراسو جیرو  (به ژاپنی: 白洲 次郎 Shirasu Jirō);( ۱۷ فوریهٔ ۱۹۰۲ – ۲۸ نوامبر ۱۹۸۵) یک اهالی کسب‌وکار اهل ژاپن بود.